# Marvel Avengers: Battle for Earth
Marvel Avengers: Battle for Earth (aussi appelé The Avengers: Battle for Earth) est un jeu vidéo d'action sorti sur Wii U et Xbox 360. Il ne s'inspire pas du film Avengers (2012) de Joss Whedon mais des comics Secret Invasion.

## Trame

### Synopsis
La planète Terre va être envahit par les Skrulls, une race alien spécialisée dans la transformation physique. Les héros et vilains Marvel vont devoir unir leurs forces pour les combattre.

### Personnages
- Captain America
- Thor
- Spider-Man
- Iron Man
- Hulk
- Phénix (VF : Laëtitia Lefebvre)
- La Sorcière Rouge (VF : Laëtitia Lefebvre)
- Wolverine
- Venom
- La Veuve Noire
- Œil de Faucon
- Docteur Strange
- La Torche Humaine
- Tornade
- Iceberg
- Loki
- Magnéto
- Docteur Fatalis
- Le Super Skrull
- La reine Veranke (en Spider Woman)

VF : Version Française

## Accueil
- Gamekult : 3/10[2]
- Jeuxvideo.com : 13/20[3]